# Pancho Talero en la prehistoria
Pancho Talero en la prehistoria  es una película argentina sin sonido, en blanco y negro, que fue dirigida por Arturo Lanteri sobre su propio guion. En el filme, estrenado el  
14 de abril de 1930,  además del actor Pepito Petray, actuaban miembros de la familia Lanteri. 
La película está basada en el personaje de la historieta Don Pancho Talero y su familia que se publicaba en la revista El Hogar, una de las de mayor circulación en esa época, al igual que las otras dos del mismo director Pancho Talero en Hollywood  (1931) y Las aventuras de Pancho Talero (1929). Su director y productor aprovechó para filmarlas que había obtenido el premio mayor en la lotería.
No se conservan, al parecer, los filmes Las aventuras de Pancho Talero ni Pancho Talero en Hollywood , pero el coleccionista Ángel Lázaro localizó y conservó un fragmento de unos 10 minutos atribuibles a Pancho Talero en la prehistoria que consiste en "una extensa y delirante escena en la que unos cavernícolas juegan inexplicablemente al billar y practican otros anacronismos, en un estilo cómico similar a los cortometrajes clásicos de Hal Roach o Mack Sennett. La eficacia de ese fragmento hace lamentar especialmente la pérdida del resto del material de Lanteri, que además constituye un temprano ejemplo de adaptación de historietas al cine".

## Reparto
Participó del filme:
- Pepito Petray

## Comentarios
El crítico de cine Paraná Sendrós luego de señalar que el director del filme Lanteri era a la vez el dibujante de la historieta, dice que:

“modeló con su obra el sentido de la historieta nacional costumbrista, parienta directa del teatro familiar y la comedia radial. Era de temer que producciones posteriores se recostaran en esos parientes, pero las suyas miraron, ya desde el papel, bien hacia el cine cómico de la época, o lo que le resultaba cómico: el gaucho Fairbanks style, por ejemplo, sazonando su visión risueña de la vida con más picardía y payasadas de lo que podía dibujar con su modo socarrón y primitivo, que hoy diríamos naif”.